# Циклон (ракета-носитель)
«Циклон» — (11К69, по терминологии КБЮ «Циклон-2А») двухступенчатая жидкостная ракета-носитель лёгкого класса для вывода космических аппаратов на низкие околоземные орбиты. Её прототипом является боевая межконтинентальная баллистическая ракета Р-36орб. Летно-конструкторские испытания (ЛКИ) РН «Циклон» начались в августе 1967 года (было 8 пусков, все успешные), но в эксплуатацию она не была принята. Эксплуатация семейства РН началось с модификации РН «Циклон-2».
Спроектирована конструкторским бюро «Южное», производилась Южным машиностроительным заводом им. А. М. Макарова (НПО «Южмаш», Днепропетровск). Система управления разработана харьковским НПО «Электроприбор».

## Модификации

### Циклон-2
Первый запуск РН состоялся в 1969 году, а в 1975 году ракета была принята на вооружение. Конструкция носителя позволяет выводить космические аппараты на энергетически оптимальные круговые и эллиптические траектории.
Последний запуск ракеты-носителя «Циклон-2» состоялся 25 июня 2006 года. За время эксплуатации было осуществлено 106 пусков данного варианта ракеты, все успешные. Единственная ракета-носитель в мире с подобным результатом при более чем ста пусках.

### Циклон-3
Первый запуск трёхступенчатой РН (11К68) осуществлён в июне 1977 года. Последний, 122-й был выполнен с космодрома «Плесецк» 30 января 2009 года. 7 пусков РН «Циклон-3» были неудачными.

Стартовая масса: 187 т.

Масса выводимой полезной нагрузки: Нкр = 200 км — 3,6 т.; Нкр = 1000 км — 2,5 т.

### Циклон-4
РН «Циклон-4» является улучшенным вариантом трёхступенчатой ракеты-носителя Циклон-3.
Из-за ряда проблем, в том числе с финансированием проекта, первый старт ракеты неоднократно откладывался. Сначала он намечался на 2010 год, позже перенесён на 2013 год, затем на 2014 год, но в итоге до сих пор не состоялся.. В результате президентом Бразилии Дилмой Русефф в январе 2015 года было принято решение о прекращении участия латиноамериканской стороны в проекте.

### Циклон-4М
Совместный украино-канадский проект. После анализа требований рынка космических запусков была начата разработка ракеты-носителя среднего класса для осуществления коммерческих миссий по запускам космических аппаратов массой до 5 тонн на низкую околоземную и до 3,4 тонны на солнечно-синхронную орбиты. Ведётся проектирование ракеты-носителя, начало строительства специализированного космодрома запланировано на 2018 год.

### Циклон-1М
В апреле 2019 года КБ «Южное» объявило о разработке ракеты-носителя лёгкого класса, способной выводить полезную нагрузку массой 750 кг на солнечно-синхронную орбиту высотой 600 км. Компоновка ракеты-носителя — трёхступенчатая, в качестве возможных мест запуска указывались площадки на территории Николаевской или Херсонской областей Украины.

## Космические аппараты, выводившиеся «Циклонами»
Ракета-носитель использовалась в рамках испытаний по программе ПРО (истребитель спутников). Всего в период с 1969 по 1982 год в интересах противодействия космическим объектам ракетами-носителями 11К69 были выведены три КА — мишени и 18 КА — перехватчиков. Перехват объектов обеспечивался на высоте до 1000 км.
- Коронас-Фотон — «Плесецк» 30 января 2009 года.[7]
- КОРОНАС-Ф
- АУОС-З-М-А-ИК
- АУОС-З-И-Э
- АУОС-З-АВ-ИК
- АУОС-З-АП-ИК
- КОРОНАС-И
- Муссон
- Океан-Э № 1
- Океан-Э № 2
- Океан-ОЭ
- Океан-О1
- Кольцо

## Модификации ракет серии Р-36
- Р-36/Р-36 орб(«орбитальная») — боеголовка выходила в космос
- Р-36М «Воевода»(15А14)
- Р-36М УТТХ «Воевода»(15А18) (по классификации НАТО: SS-18 Mod 4)
- Р-36М2 «Воевода» (15А18М) (по классификации НАТО: SS-18 Mod 5 «Satan»,SS-18 Mod 6 «Satan»)
- Р-36М3 «Икар» (проект)

### Космические ракеты
- РН Днепр (15A18) — ракета-носитель лёгкого класса, представляющая собой конверсионное использование МБР Р-36М, подлежащих утилизации.
- «Циклон» — ракета-носитель, созданный на базе МБР серии Р-36.
- Циклон-2, создана на основе ядерной 8К69, первый пуск — 6 августа 1969, последний пуск — 2006.
- РН Циклон-3 (строительство прекращено), создана на основе ядерной 8К69, первый пуск — 24 июня 1977.
- РН Циклон-4 (строительство прекращено).
- РН Циклон-4М, космодром в Канаде в процессе строительства.